# Takelot I
Hedjkheperre Setepenre Takelot I là một pharaon cai trị thuộc Vương triều thứ 22 trong lịch sử Ai Cập cổ đại. Theo sử gia người Hy Lạp Manetho, triều đại của ông kéo dài khoảng 13 năm.
Takelot I là con trai của pharaon Osorkon I và vương hậu Tashedkhonsu. Một người vợ được biết đến của Takelot I là Kapes, là người đã sinh ra pharaon kế vị Osorkon II, dựa trên Tấm bia của Pasenhor, một hậu duệ xa của các vị vua này.

## Trị vì
Ban đầu, Takelot được cho là một vị vua yểu mạng đã chết sớm của Vương triều thứ 22 bởi vì không có một công trình kỷ niệm nào tại Tanis và Hạ Ai Cập liên quan đến ông, ngoại trừ Tấm bia Pasenhor. Pasenhor là một tư tế và cũng là một hoàng thành viên trong hoàng gia. Trên tấm bia đó, Pasenhor đã lập phả hệ 16 đời của mình, trong đó có nhắc đến tên của Takelot I.
Cuối những năm 1980, các nhà Ai Cập học đã tìm thấy nhiều tài liệu nhắc đến một vị vua tên Takelot ở Hạ Ai Cập, nhưng không phải là Takelot II. Sự cai trị của Takelot I tương đối ngắn khi so sánh với triều đại kéo dài hơn ba thập kỷ của Osorkon I và Osorkon II, cha và con trai của Takelot I. Takelot I, chứ không phải Takelot II, mới là vua Hedjkheperre Setepenre Takelot, người được chứng thực vào năm thứ 9 cai trị trên một tấm bia tại Bubastis. Rõ ràng, cả hai vị vua Takelot này đều sử dụng cùng một tên ngai: Hedjkheperre Setepenre. Điểm khác biệt duy nhất giữa Takelot I và II là Takelot I không bao giờ sử dụng tính ngữ Si-Ese (Con của Isis) trong danh hiệu của mình.

## Quyền lực
Sự cai trị của Takelot I không được công nhận đầy đủ ở Thượng Ai Cập, do vua đầu tiên của Vương triều thứ 23 Harsiese A (con của Đại tư tế Shoshenq C, cháu gọi Takelot bằng chú), đã nắm quyền kiểm soát nơi đây. "Văn khắc mực nước sông Nin" tại Thebes có nhắc đến hai người con trai khác của Osorkon I, Đại tư tế Iuwelot và Smendes III. Tuy nhiên, văn bản này lại không chỉ đích danh một vị vua cụ thể nào, khiến các nhà nghiên cứu suy đoán rằng, đã có một cuộc tranh giành quyền lực sau khi Osorkon I băng hà. 

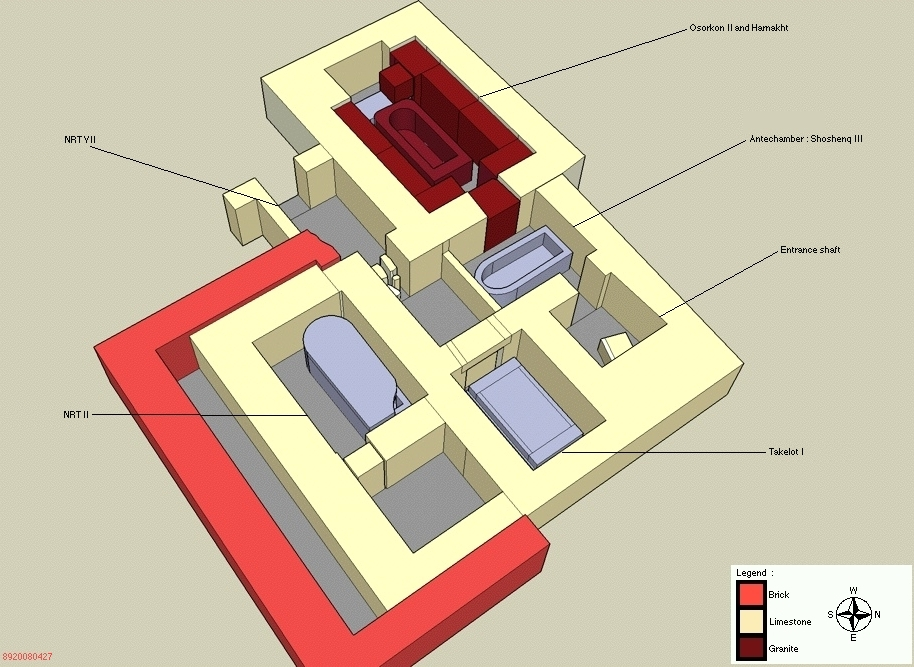
Sơ đồ mô tả vị trí nơi chôn cất của Takelot I

## Lăng mộ

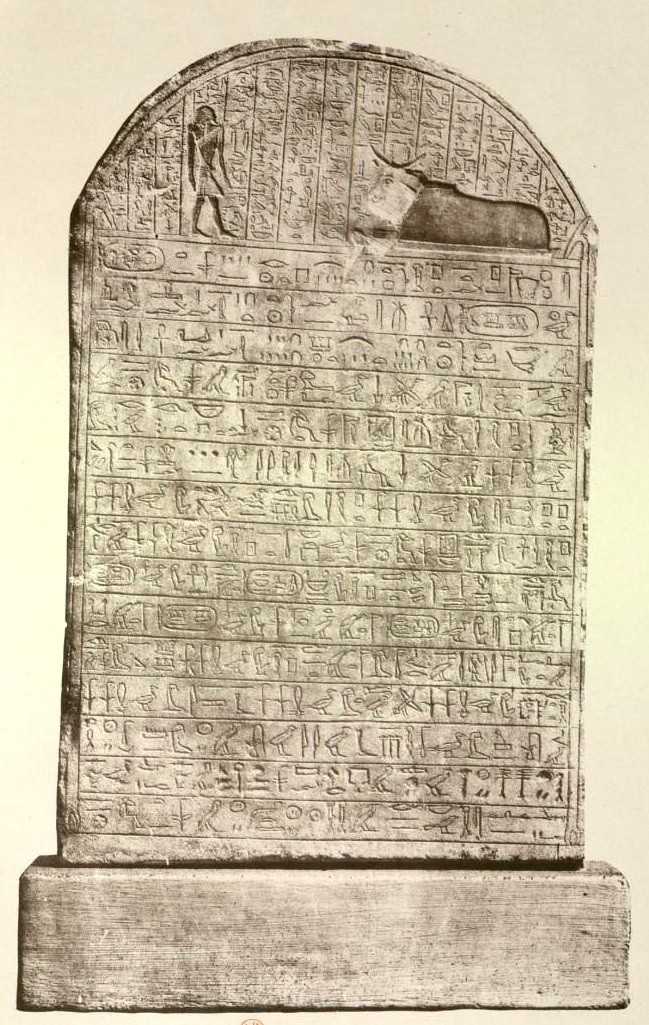
Tấm bia đá của Pasenhor

Bằng chứng cho thấy Takelot I được chôn cất tại ngôi mộ NRT I (mộ của con trai ông, Osorkon II) tại Tanis bởi các kỷ vật được tùy táng theo nhà vua đều có khắc tên cha mẹ của ông, bao gồm một vòng tay bằng vàng (mã hiệu JE 72199), một cái hũ thạch cao (JE 86962) và một bức tượng shabti của hoàng hậu Tashedkhonsu, mẹ ông nhưng nằm ở mộ của Takelot II. Ngoài ra một kỷ vật hình bọ hung tại nơi chôn cất của Takelot I có khắc tên "Takelot Meryamun" của ông.
Kiểm tra của Karl Jansen-Winkeln về những chữ khắc được viết trên các tường mộ chứng tỏ rằng người chôn cất ở đây chỉ có thể là Takelot I, cha của Osorkon II. Theo đó, Osorkon đã cho an táng thi hài của cha mình tại một căn phòng trong lăng mộ của mình. Takelot I được chôn trong một cỗ quan tài đá chiếm đoạt từ thời kỳ Trung vương quốc, trên đó có mang khung tên hoàng gia của ông. Tổng thể ngôi mộ NRT I đã bị trộm đột nhập từ thời cổ đại.